# اپرتی یکم
اِپَرتی یکم (به انگلیسی: Eparti) یا ابارات (به انگلیسی: Ebarat) یا یابرات (به انگلیسی: Ià-ab-ra-at) یکی از شاهان ایرانی در دورهٔ ایلام بود. 
بر پایه فهرست شاهان سیماشکی که در شوش به دست آمده است، اپرتی یکم سومین شاه سیماشکی بوده است. نام این شاه همچنین در اسناد به دست آمده از میانرودان در سال ششم پادشاهی شوسین (۲۰۳۳پ.م) ذکر شده است.

## کتابشناسی
- قشقائی، حمیدرضا، گاهنمای ایلامیان، تهران، اوگان، ۱۳۹۰.
- کامرون، جرج، ایران در سپیده دم تاریخ، ترجمه ی حسن انوشه، تهران، علمی و فرهنگی، ۱۳۷۲.
- مجیدزاده، یوسف، تاریخ و تمدن ایلام، تهران، مرکز نشر دانشگاهی، ۱۳۷۰.
- هینتس، والتر، دنیای گمشده ی ایلام، ترجمه ی فیروز فیروزنیا، تهران، علمی و فرهنگی، ۱۳۷۱.
- Potts, D. T., The Archaeology of Elam, Cambridge University Press, 1999.